# سعید فرج‌پوری
سعید فرج‌پوری (زاده ۱۳۳۹ در سنندج)، نوازندهٔ ویولن و کمانچه اهل ایران است.

## فعالیت‌ها
از جمله فعالیت‌های فرج‌پوری می‌توان به تدریس سازهای ویولن و کمانچه در کانون چاووش، مرکز حفظ و اشاعه موسیقی، هنرستان‌های دختران و پسران، دانشگاه هنر، دانشگاه علمی کاربردی، نوازندگی در گروه‌های شیدا، عارف، آوا، دستان و شرکت در ضبط آثار بی‌شماری از آهنگسازان معاصر و اجرای کنسرت در مراکز فرهنگی و فستیوالی در اروپا، آمریکا، کانادا، آسیا به همراه گروه‌های مختلف و صاحب نام موسیقی ایرانی اشاره کرد.
فرج پوری آثاری را به صورت آلبوم موسیقی بر روی سی دی انتشار داده که در بخش تکنوازی به آثاری چون تکنوازی کمانچه ۱ در دستگاه سه گاه، تک نوازی کمانچه ۲ در دستگاه همایون، کمانچه نوازی بر اساس نغمه‌های کردی به همراه تمبک و دف پژهام اخواص، می‌توان اشاره کرد.
بخشی از فعالیت‌های فرج‌پوری در حوزه آهنگسازی نمود پیدا کرده‌است که شاخص‌ترین آن، آلبوم شوریده با صدای پریسا و گروه دستان است که جایزه بهترین موسیقی سال ۲۰۰۳ از وزارت فرهنگ فرانسه را دریافت کرد.
علاوه بر این کارها، وی آهنگ‌سازی آلبوم‌های دریای بی پایان (همکاری با گروه دستان با صدای سالار عقیلی) و غوغای عشق بازان و کنسرت محمدرضا شجریان و گروه آوا آهنگ‌سازی برای گروه آوا با آواز محمد رضا شجریان) را نیز انجام داده‌است.
کتاب ۲۰ قطعه برای کمانچه هم از جمله کارهای نوشتاری فرج‌پوری است که به بازار موسیقی عرضه شده‌است.
فرج پوری از سال ۱۳۸۵، مجید درخشانی و محمد فیروزی، محمدرضا شجریان و همایون شجریان را در کنسرت‌های اروپا و تهران همراهی کرده‌است. وی همچنین از اعضای گروه دستان می‌باشد.